# Anton Braun (Mechaniker)
Anton Braun, auch Antonius Braun, (* 22. Oktober 1686 in Möhringen an der Donau; † 20. April 1728 in Wien) war ein Mechaniker, Optiker (Instrumentenbauer) und Hofmathematiker in Wien. Er erfand eine der ersten Rechenmaschinen (mechanicae mathematicus).

## Leben
Über seinen Ausbildungsweg ist wenig bekannt, er stammte aber aus einer Uhrmacherfamilie. Belegt sind Aufenthalte in Prag um 1719 und in Mailand um 1720. Dort war er jeweils als Instrumentenmacher tätig. Ab 1724 hatte er dann am Hofe in Wien die Stellung des Kammeropticus inne. Drei Jahre später setzte er sich als Bewerber um die Stelle des kaiserlichen Instrumentenmachers gegen eine stattliche Anzahl von Konkurrenten durch. Doch nur knapp etwa ein Jahr später starb Braun am 20. April 1728. Seiner Gattin Maria Magdalena, geb. Stein aus Ettlingen, die er 1712 geheiratet hatte, hinterließ er ein kleines Vermögen, von dem ein Teil testamentarisch seiner Heimatstadt Möhringen zufiel.
1727 baute er eine Rechenmaschine die auf Sprossenrädern (erfunden von Giovanni Poleni in Padua 1709) basierte und Trommelform hatte. Sie befindet sich aktuell im Kunsthistorischen Museum Wien. Sie ist prächtig verziert und trägt eine Widmung an den Kaiser sowie den Namen des Erbauers Antonius Braun S.C.M. Opticus et mathematicus auf dem Deckel sowie das Datum der Fertigstellung 1727. Ein funktionsfähiger Nachbau findet sich im Arithmeum Bonn.
Er arbeitete mit seinem Sohn Anton Braun der Jüngere (1708–1776) zusammen.
Eine zweite Rechenmaschine von ihm ist ganz anders aufgebaut und befindet sich im Deutschen Museum in München. Nur äußerlich ähnelt sie der Rechenmaschine in Wien (runde Form, Kurbel in der Mitte, konzentrisch angeordnete Ziffernfenster, prächtige Verzierungen), sie ist aber kleiner. Sie wurde von dem Lothringer Philippe Vayringe 1736 vollendet (weshalb auf dem Deckel steht Braun invenit, Vayringe fecit), der mit dem Ehemann Maria Theresias Franz von Lothringen an den Wiener Hof kam. Das Original ist im Deutschen Museum, funktionierende Nachbildungen (hergestellt in der Feintechnikschule Villingen-Schwenningen) dieser Rechenmaschine stehen ebenfalls in München, im Arithmeum in Bonn und im Museum im Rathaus seiner Heimatstadt Möhringen, heute ein Tuttlinger Stadtteil. Der Entwurf ähnelt einem, den Jacob Leupold in seinem Buch über Maschinen veröffentlichte. Alle vier Grundrechenarten waren technisch möglich. Die Maschine kam 1925 aus Privatbesitz in Wien nach München.

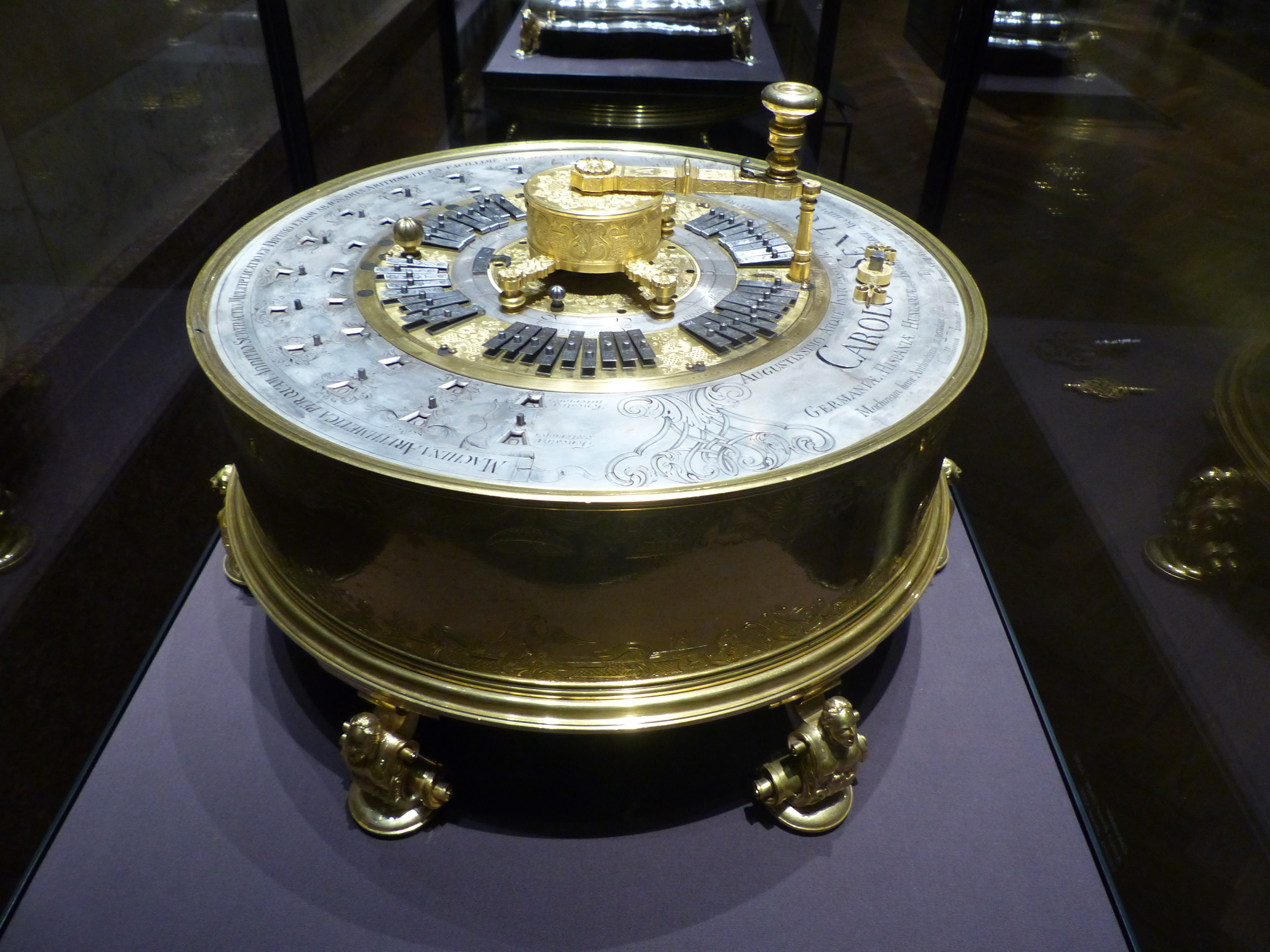
Rechenmaschine von Anton Braun

Die von ihm 1727 konstruierte Rechenmaschine ist eine der ersten, die in der Praxis auch bei jahrelangem Gebrauch gut funktionierte (was man von anderen Vorläufern nicht sagen konnte) und wurde am kaiserlichen Hof verwendet.
Für seine Verdienste am Hofe des Kaisers Karl VI. erhielt er eine Diamanten besetzte Kette mit dem Bildnis des Kaisers – auch sie ist im Möhringer Rathaus zu sehen – und außerdem 10.000 Gulden, die er seiner Heimatstadt vermachte. Bis heute gibt es dort die Braun’sche-Susan’sche Stiftung, die u. a. mit dieser Schenkung gegründet wurde. Aus diesen Mitteln wurde das Krankenhaus Möhringen (heute Berufsförderungszentrum) erbaut und noch immer werden Bedürftige daraus unterstützt. Der Ortschaftsrat Möhringen fungiert gleichzeitig als Stiftungsrat. Vorsitzender ist der Ortsvorsteher.